# U-72
Unterseeboot 72 foi um submarino alemão do Tipo VIIC, pertencente a Kriegsmarine que atuou durante a Segunda Guerra Mundial.
O U-72 esteve em operação entre os anos de 1941 e 1945 no treinamento de novos recrutas para a força submarina, não atuando diretamente no fronte durante a guerra. Foi danificado no dia 30 de março de 1945 em Bremen por bombas lançadas por aeronaves norte americanas. Foram abertos buracos em seu casco para afundar no dia 2 de maio de 1945.

## Comandantes
| Comandante                  | Data                                            |
| --------------------------- | ----------------------------------------------- |
| KrvKpt. Hans-Werner Neumann | 4 de janeiro de 1941 - setembro de 1941         |
| Oblt. Helmut Köster         | setembro de 1941 - 1 de dezembro de 1941        |
| Kptlt. Waldemar Mehl        | 2 de dezembro de 1941 - 6 de maio de 1942       |
| Hans-Martin Scheibe         | 7 de maio de 1942 - 19 de novembro de 1942      |
| Oblt. Helmut Lange          | 20 de novembro de 1942 - 14 de dezembro de 1943 |
| Oblt. Paul Sander           | 15 de dezembro de 1943 - 19 de maio de 1944     |
| Oblt. Karl-Theodor Mayer    | 20 de maio de 1944 - março de 1945              |

## Subordinação
| Período                                   | Flotilha                                  |
| ----------------------------------------- | ----------------------------------------- |
| 4 de janeiro de 1941 - 8 de junho de 1941 | 21. Unterseebootsflottille (treianmento)  |
| 9 de junho de 1941 - 1 de julho de 1941   | 24. Unterseebootsflottille (navio escola) |
| 2 de julho de 1941 - 30 de março de 1945  | 21. Unterseebootsflottille (navio escola) |